# فورت سینت ورین
فورت سینت ورین (به انگلیسی: Fort Saint Vrain) یک منطقهٔ مسکونی در ایالات متحده آمریکا است که در کلرادو واقع شده‌است.